# 藤原豊並
藤原 豊並（ふじわら の とよなみ）は、平安時代初期の官人。藤原京家、豊前介・藤原石雄または陰陽頭・藤原並藤の子。官位は正六位上・遣唐判官。

## 経歴
承和5年（838年）7月に遣唐使の第2船の判官として唐へ出発し、8月に唐へ到着。12月には長安まで入京する。翌承和6年（839年）閏1月に遣唐使一行は長安を出発し、2月に楚州に至るが、豊並はその途上で病に伏し卒去した。
遣唐使一行の帰国後、同年9月に遣唐大使・藤原常嗣以下に昇叙がなされた際、豊並に対しては詔により哀愍が述べられ、正六位上から従五位上への贈位がなされている。

## 系譜
『尊卑分脈』による。
- 父：藤原石雄または藤原並藤
- 母：不詳
- 生母不詳の子女
  - 男子：藤原仲直
  - 男子：藤原内直